# Ковалёв, Николай Иванович (лётчик)
Никола́й Ива́нович Ковалёв (8 апреля 1949—1 июня 1985) — Герой Советского Союза, командир эскадрильи вертолётов «Ми-24» в составе 40-й армии Краснознамённого Туркестанского военного округа (ограниченный контингент советских войск в Демократической Республике Афганистан), подполковник.

## Биография
Родился 8 апреля 1949 года в городе Невеле (ныне — Псковской области) в семье рабочего. Русский.
Окончил 10 классов. Член КПСС с 1976 года.
В Советской Армии с 1966 года. В 1970 году окончил Сызранское высшее военное авиационное училище лётчиков. Служил в Краснознамённых Дальневосточном и Прибалтийском военных округах, в Группе советских войск в Германии. Начинал службу правым лётчиком на «Ми-6», а в 1984 году уже был командиром эскадрильи боевых вертолётов «Ми-24».
В августе 1984 года Николай Ковалёв был направлен в состав ограниченного контингента советских войск в Афганистане, где совершил более двухсот боевых вылетов.
При выполнении боевого задания 1 июня 1985 года вертолёт Ковалёва был подбит огнём наземных средств ПВО.

## Звание Герой Советского Союза
Указом Президиума Верховного Совета СССР от 5 февраля 1986 года подполковнику Ковалёву Николаю Ивановичу «За мужество и героизм, проявленные при оказании интернациональной помощи Демократической Республике Афганистан, посмертно присвоено звание Героя Советского Союза».

## Награды
Семье погибшего переданы на хранение орден Ленина и медаль «Золотая Звезда» (№ 11539).